# Collazo (señorío)
Un collazo, o coillazo, en la España medieval (en los reinos de León, Castilla, Aragón y Navarra), era la condición social propia de un labriego sujeto a determinados gravámenes en una tierra ajena de dominio territorial de un señor bien nobiliar, bien eclesiástico. Pero también, indistintamente, lo eran heredades gravadas fiscalmente con pechas.

## Etimología
El término parece evolucionar del latín collacteus (hermano de leche) y aplicado luego, por extensión, a un «criado, siervo dado en señorío juntamente con la tierra que labraba». Yanguas y Miranda en su Diccionario de las palabras anticuadas escuetamente lo definía como «el villano o labrador pechero y las tierras pecheras»; es decir, tanto la persona como la propiedad a la que estaba estrechamente vinculado.

## Contexto histórico
Al comienzo de la Edad Media, a los campesinos que trabajaban por cuenta ajena se les llamaba genéricamente colonos, que fue derivando desde el latín en collatii para llamarse en romance collacis o collazos. Era una forma de colonato que, con algunas diferencias, adaptadas al lugar y a la época, se pueden asimilar a los juniores de heredad y los solariegos, haciendo alusión a los labriegos que vivían en un «solar»,  como en Castilla y León; el término mezquino es de uso más frecuente  en Navarra y Aragón, «hombres míseros (mesquini, homines miseri)»; en Cataluña serían los payeses. El término vasallo, haciendo referencia a «la vinculación de los colonas a un señor», también se emplea indistintamente.
Aunque el collazo estaba en situación de dependencia de su señor, jurídicamente era un hombre libre, aunque con determinadas limitaciones de las que era difícil librarse. Se conocen algunos casos de labriegos navarros que lograron comprar su condición de "collazez". Estaba obligado a entregar rentas en especie o en metálico además de otras posibilidades adicionales como sería el caso de la serna, por la que debía acudir determinados días del año a trabajar para la casa señorial. 
Los collazos podían ser de dos tipos, collazos como tal o siervos, según donde estuvieran adscritos, a un solar libre o a un solar servil, tendiendo a unificarse a mediados del siglo XI.
La palabra collazo fue siendo sustituida paulatinamente por la de solariego a partir del siglo XIII.[¿dónde?]
En el caso de Navarra, según afirmaba Yanguas y Miranda, «los señores de collazos comenzaron a ser exentos de cuarteles desde fines del siglo 15 o principios del 16, en que se estableció por costumbre, y luego por la ley de los subsidios».